# Zyhmund Wysocki
Zyhmund Feliksowycz Wysocki, ukr. Зигмунд Феліксович Висоцький, ros. Зигмунд Феликсович Высоцкий, Zigmund Fieliksowicz Wysocki (ur. 23 lipca 1945 w obwodzie chmielnickim, Ukraińska SRR) – ukraiński piłkarz pochodzenia polskiego, trener piłkarski.

## Kariera piłkarska
Występował w amatorskich zespołach Łokomotyw Korosteń i Chimmasz Korosteń.

## Kariera trenerska
Po zakończeniu kariery piłkarza rozpoczął pracę szkoleniowca. Trenował amatorskie zespoły Łokomotyw Korosteń, Chimmasz Korosteń i Dnistrowec Białogród nad Dniestrem. Na początku 2005 dołączył do sztabu szkoleniowego Podilla Chmielnicki. Po dymisji Serhija Kuczerenki, w rundzie wiosennej sezonu 2006/2007 roku prowadził Podilla. Pracował w Szkole Sportowej w Krasiłowie, gdzie mieszka.